# Admetula
Admetula là một chi ốc biển, là động vật thân mềm chân bụng sống ở biển trong họ Cancellariidae.

## Các loài
Các loài trong chi Admetula gồm có:
- Admetula affluens Bouchet & Petit, 2008[2]
- Admetula afra Petit & Harasewych, 2000[3]
- Admetula bathynoma Bouchet & Petit, 2008[4]
- Admetula bayeri Petit, 1976
- Admetula cornidei (Altimira, 1978)[5]
- Admetula deroyae (Petit, 1970)[6]
- Admetula emarginata Bouchet & Petit, 2008[7]
- Admetula epula Petit & Harasewych, 1991
- Admetula garrardi Petit, 1974
- Admetula lutea Bouchet & Petit, 2008[8]
- Admetula marshalli Bouchet & Petit, 2008[9]
- Admetula superstes (Finlay, 1930)
- Admetula vossi Petit, 1976